# Piano de taula

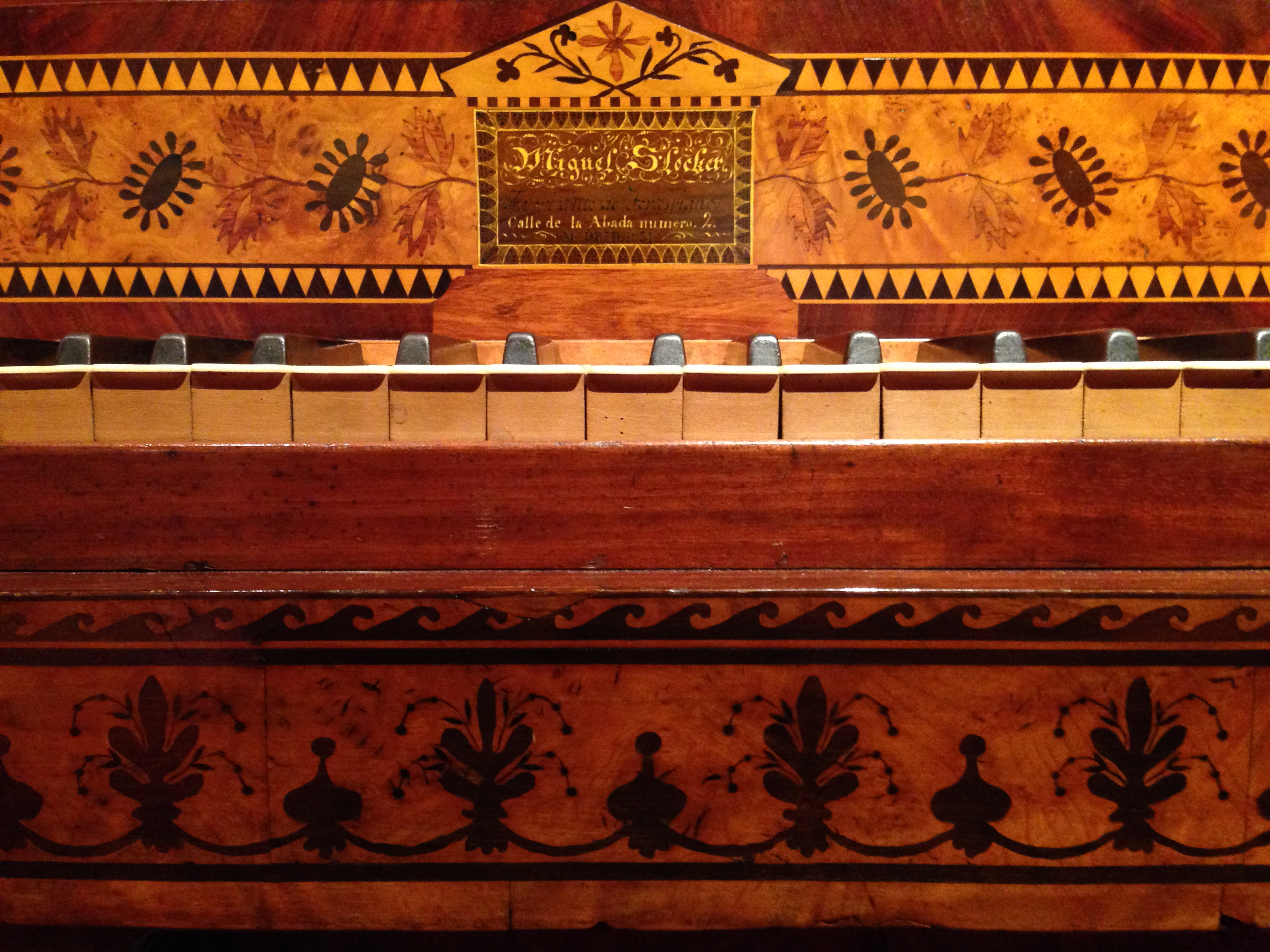
Detall de la marca i el teclat del piano de Miguel Slocker, fabricat al 1831, exposat al Museu de la Música de Barcelona

Un piano de taula, piano quadrat o piano rectangular, és un tipus de piano que té les cordes horitzontals disposades en diagonal al llarg de la caixa de ressonància rectangular per sobre dels martells i amb el teclat fixat en el costat llarg.
La seva invenció s'atribueix tant a Gottfried Silbermann com a Frederici i va ser millorat per Guillaume-Lebrecht Petzold i Alpheus Babcock. Va ser fabricat en quantitat a partir de la dècada de 1890 (als Estats Units). Els cèlebres marcs de ferro colat de Steinway & Sons tenien una mida més de dues vegades i mitja superior als marcs de fusta dels instruments de Johannes Zumpe, que tant èxit havien tingut un segle abans. La seva immensa popularitat es va deure a la construcció de baix preu, amb un rendiment i sonoritat sovint limitats pel mecanisme simple i cordes dobles.